# Функция мощности
Функция мощности статистического критерия определяется как вероятность отвергнуть нулевую (основную) гипотезу при заданном распределении наблюдений {\displaystyle \mathbb {P} }. Функция мощности является функцией от распределения {\displaystyle \mathbb {P} } наблюдаемых случайных величин.
В случае, если {\displaystyle \mathbb {P} } соответствует нулевой гипотезе, значение функции мощности называется вероятностью ошибки первого рода. Если {\displaystyle \mathbb {P} } соответствует альтернативной гипотезе, то значение функции мощности называют просто мощностью. Для критерия, основанного на выборке фиксированного объема, мощность равна единице минус вероятность ошибки второго рода. Поэтому минимизировать вероятность ошибки второго рода означает максимизировать мощность. Отсюда — наиболее мощные критерии.